# Vireo plumbeus
Vireo plumbeus  (лат.) — вид воробьинообразных птиц из семейства виреоновых. Вместе с Vireo cassinii и Vireo solitarius формируют комплекс видов.

## Распространение
Североамериканские перелётные птицы, зимующие в южной части ареала, простирающегося от дальнего юго-востока Монтаны и запада Южной Дакоты на юг до самого тихоокеанского побережья Мексики, включая крайний юг Южной Нижней Калифорнии.

## Описание
Длина тела 12 см. Голова и спинка серые. Нижние части тела белого цвета, как и окологлазное кольцо.

## Биология

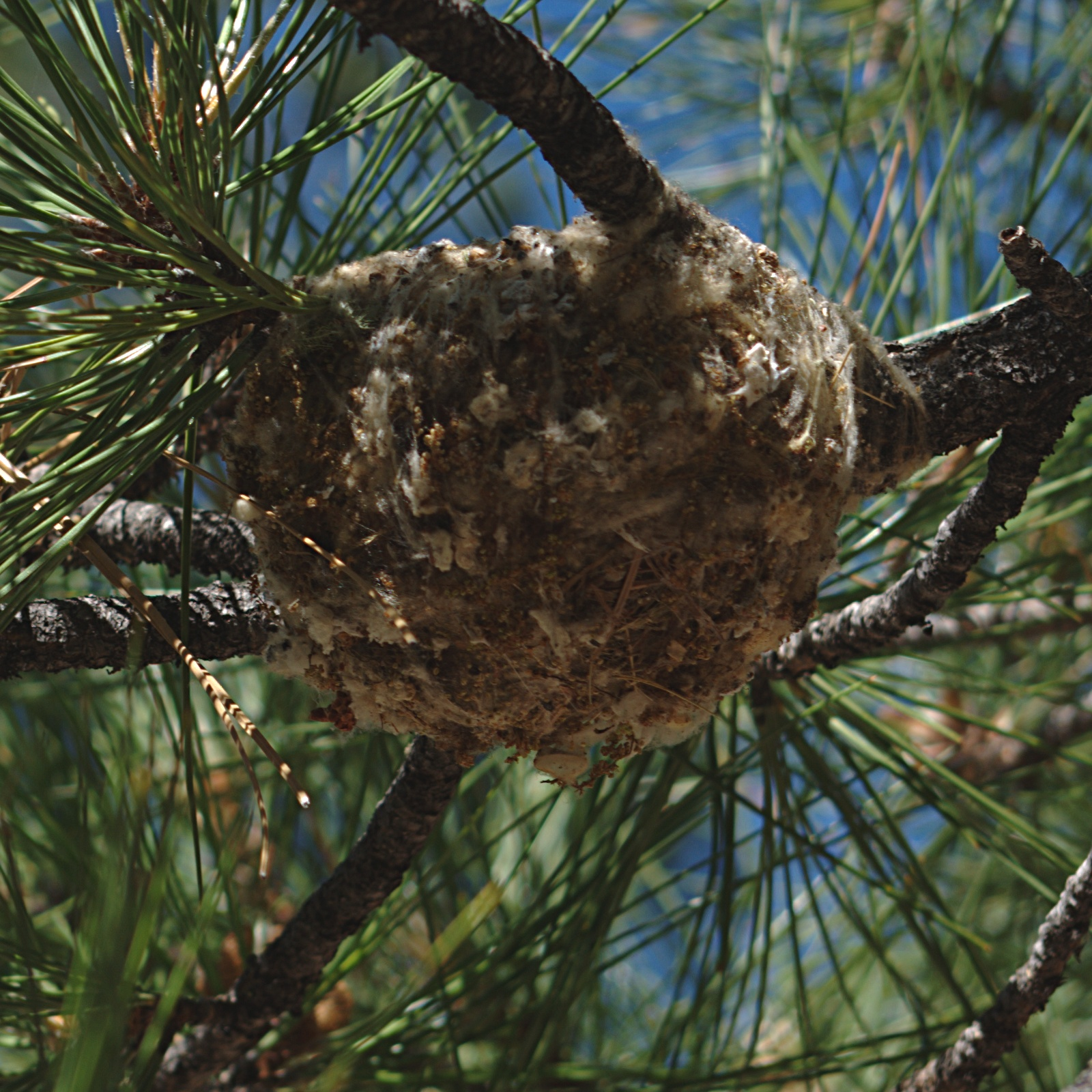
Гнездо вблизи

В кладке 3—5 белых яиц с коричневыми пятнами.
МСОП присвоил виду охранный статус LC.